# Lillbergsträsket
Lillbergsträsket är en sjö i Bodens kommun och Jokkmokks kommun i Norrbotten och ingår i Luleälvens huvudavrinningsområde. Sjön har en area på 0,514 kvadratkilometer och ligger 272 meter över havet. Lillbergsträsket ligger i Stormyran Natura 2000-område.

## Delavrinningsområde
Lillbergsträsket ingår i det delavrinningsområde (733539-170866) som SMHI kallar för Utloppet av Lillbergsträsket. Medelhöjden är 283 meter över havet och ytan är 2,95 kvadratkilometer. Räknas de 7 avrinningsområdena uppströms in blir den ackumulerade arean 56,42 kvadratkilometer. Vattendraget som avvattnar avrinningsområdet har biflödesordning 4, vilket innebär att vattnet flödar genom totalt 4 vattendrag innan det når havet efter 129 kilometer. Avrinningsområdet består mestadels av skog (44 procent) och sankmarker (22 procent). Avrinningsområdet har 0,51 kvadratkilometer vattenytor vilket ger det en sjöprocent på 17,4 procent.